# 윤승민
윤승민은 대한민국의 영화감독, 시나리오 작가, 드라마 작가이다.
2012년 염정아, 배성우 주연의 독립영화 <사랑의 묘약> 각본, 감독으로 데뷔하였다.
영화 승리호(2020) 각본, TV드라마 프로메테우스(2018), 아빠니까 괜찮아(2017) 극본 등을 작업하였다.